# Oláh Gyárfás
Oláh Gyárfás (Budapest, 1978. június 23.) az MNASZ elnöke 2015-től 2022-ig. 2017-ben Jean Todt felkérésére elvállalta az FIA Offroad Bizottságának elnöki pozícióját. 2018-ban az FIA Central European Zone alelnökének választották.

## Versenyzés
Motorsport pályafutását 6 éves korában kezdte. A Magyar Autó és Motorsport Szövetség (MAMS) mini motoros licencével versenyezve különböző kategóriában 2 bajnoki címet és számtalan dobogós helyezést ért el. 12 éves korában a Kesjár Csaba gokart tehetségkutató tábor egyik legjobbjaként lehetőséget kapott, hogy induljon a Magyar Gokart Bajnokságban.
Hat év gokart sportban eltöltött idő alatt több magyar és európai ország nemzeti bajnokságában nyert bajnoki címet. 2004-ben a ROK Grand Final Világbajnokságon IV. helyezést ért el.

## Sportszakmai életút
1998 óta tevékenykedik a Magyar Nemzeti Autósport Szövetség (MNASZ) kötelékében. 2003-tól két éven át az MNASZ Gokart Szabályalkotó Bizottság tagja. Nemzetközi Autósport Szövetség (FIA) gokart szakágának (CIK) Rendezői és Pálya Homologizációs Bizottságának tagjaként többször utazott külföldre és képviselte a magyar szövetséget.
1999-ben megalakította a Kart 2000 Sportegyesületet, azzal a céllal, hogy az évek alatt megszerzett tudást, tapasztalatot átadja. Az egyesület majdani elnökeként, sportszakmai vezetőjeként fő célkitűzése volt, a tehetséges fiatalok felkutatása, karrierjük menedzselése.
A csapat 6 éves pályafutása alatt 13 Magyar Gokart Bajnoki címet szerzett, többször érdemelte ki az Év Gokart Rendezvénye az Év Gokart Versenyzője, az Év Felfedezettje elismerést.

2006-ban létrehozta az Országos Amatőr Gokart Archiválva 2020. február 21-i dátummal a Wayback Machine-ben bajnokságot mely azóta számos tehetséget indított el az autósport pályafutásán. 
2014-ben felkérést kapott, hogy vegyen részt a Magyar Nemzeti Autósport Szövetség újra alakításában, jelölést kapott az elnökségi tagságra. 10 hónap elnökségben töltött munkát követően 2015 januárjában az MNASZ rendes közgyűlése elnöknek választotta.
2017-ben Jean Todt elnök úr személyesen kérte fel, hogy az FIA OffRoad szakágának az elnöki pozícióit lássa el. Bizalmi és különlegesen fontos feladatot kapott, mert az FIA öt Világbajnoki sorozatának (WRX) az egyikét bízták rá. 
2019-ben az MNASZ közgyűlése ismét elnöknek választotta.
2020-ban a MAMS - Magyar Motorsport Szövetség tisztújító ülésén alelnöknek választották Archiválva 2020. október 1-i dátummal a Wayback Machine-ben.
2022 decemberében az MNASZ tisztújításán nem kapott felhatalmazást az elnöki munkájának folytatására.

## MNASZ vezetése alatt elért fontosabb eredmények
2018 - 16 év kihagyás követően rallye Eb futamot (FIA ERC) rendezett Magyarország.
2018 - Oláh Gyárfás bejelentette, hogy a kormánnyal közösen megvizsgálja egy új versenypálya építését leletőségét Magyarországon.
2019 - Magyar csapat részt vett az FIA Motorsport Games-en

## Autósportban betöltött főbb tisztségek
- 2019 - Magyar Nemzeti Autósport Szövetség újra megválasztott elnöke
- 2018 - FIA Central European Zone (15 ország részvételével) alelnöknek választott képviselője
- 2017 - FIA Offroad Bizottság elnöke
- 2015 - 2019 Magyar Nemzeti Autósport Szövetség elnöke
- 2014 - 2015 Magyar Nemzeti Autósport Szövetség elnökségének tagja Utánpótlás Bizottság vezetője
- 2013 - 2018 Balaton Park Circuit project sportszakmai vezető
- 2010 - G1 Sport Management /sport manager/
- 2008 - G1 Gokart Center /tulajdonos - ügyvezető/
- 2006-2019 - MNASZ Országos Amatőr Gokart Bajnokság /promóter/
- 2005-2007 Euro-Racing /ügyvezető/
- 2002-2005 - Moto-Kart Univerzum /ügyvezető/
- 2000-2006- G-Kart Racing Team /csapatvezető/
- 2000 - G-Kart Team Sportegyesület /Elnök/